# 拉丽莎·列伊斯涅尔
拉丽莎·列伊斯涅尔（俄语： 1895年5月13日—1926年2月9日）俄罗斯作家、革命家，父亲是学者米哈伊尔·安德烈耶维奇·列伊斯涅尔。她曾在十月革命后的俄罗斯内战中加入布尔什维克一方赴前线作战。丈夫为费多尔·拉斯科尔尼科夫。她曾结识诗人尼古拉斯·斯捷潘诺维奇·古米廖夫，为高尔基的杂志写作，并为阿纳托利·卢那察尔斯基工作。